# Blangy-sous-Poix
Blangy-sous-Poix – miejscowość i gmina we Francji, w regionie Hauts-de-France, w departamencie Somma.
Według danych na rok 2011 gminę zamieszkiwało 190 osób, a gęstość zaludnienia wynosiła 24 osoby/km² (wśród 2293 gmin Pikardii Blangy-sous-Poix plasuje się na 856. miejscu pod względem liczby ludności, natomiast pod względem powierzchni na miejscu 618.).